# Астана-аркау
Астана-Аркау — Международный фестиваль тюркской традиционной музыки в Астане (каз. «Астана-арқау» Түркі дәстүрлі музыка халықаралық фестивалі, тур. 'Astana-arqau' Türk geneleksel müzik festivali). Основан в 2008 году в Астане (столица Республики Казахстан). Всего за 9 лет в фестивале участвовали более 800 участников со всех тюркоязычных стран и регионов. Фестиваль «Астана-аркау» является визитной карточкой г. Астана. На сегодня это самое представительное мероприятие традиционной тюркской музыки в мире.

## История возникновения
В 2006 году в г. Алматы был создан Продюсерский центр «Ел». Творческой группой продюсерского центра «Ел» была разработана концепция проведения Международного фестиваля тюркской традиционной музыки «Астана-аркау». Данный проект был представлен руководству г. Астана. Первый фестиваль состоялся в 2007 году в Казахском драматическом театре имени К. Куанышбаева. Без каких-либо перерывов «Астана-аркау» проводится ежегодно уже 9 лет.

## Цели и задачи
Цель проводимого праздника — продемонстрировать единство тюркского мира и тюркской музыкальной цивилизации, в свое время оказавшей влияние на музыку Китая, Индии, Западной Европы, России. Одной из составных частей этой цивилизации является традиционная казахская музыка (фольклор и профессиональная музыка устной традиции — Ән, Күй, Жыр, Терме, Дастан). Развитие традиционной профессиональной музыки тюрков невозможно без внутри культурного взаимообмена, что связано с единством её генетических истоков. В XX веке этот взаимообмен между тюркскими и музыкантами родственных восточных культур (если не считать единичных мероприятий) был искусственно прерван. Организаторы фестиваля «Астана аркау» ставят своей целью и задачей возродить данный взаимообмен. И здесь инициатива должна принадлежать Казахстану, как стране, лидирующей в области социально-экономического строительства и находящейся в самом центре тюркского пространства Евразии.

## Формат проведения
Фестиваль проходит в рамках празднования Дня столицы. Список участников начинает формироваться за полгода до начала. Комиссия из этнографов и музыковедов под руководством Г. Доскен ведет мониторинг тюркоязычных исполнителей. Главным условием являются оригинальность и соответствие традиционному исполнению. От каждого независимого тюркского государства обязательно приглашается по одному представителю, а также от крупных тюркских автономий (Татарстан, Башкортостан, Саха). В обязательном порядке приглашаются исполнители из тюркских регионов Сибири, Китая и Кавказа. Руководство фестиваля ввело традицию включать в списки участников представителей малых и исчезающих тюркоязычных народов. Так на фестиваля побывали представители долган, телеутов, шорцев, сары уйгуров и др.
Главными действиями фестиваля является открытие в первый день и закрытие в последний. Как правило, эти мероприятия сопровождаются хореографическими постановками из истории и мифологии тюрок. В другие дни участники выступают на открытой площадке фестиваля кочевой цивилизации «Тысячелетия вокруг Астаны». Ведущие на концертах фестиваля говорят на казахском и турецком языках.

## Дополнительная информация
Международный фестиваль тюркской традиционной музыки «Астана аркау» проводит научно-практические конференции и круглые столы, посвященные проблематике развития и сохранения тюркской музыкальной культуры. Фестиваль транслируется в эфире РТРК «Казахстан» и TRT-Avaz.
К 10-летию фестиваля «Астана-аркау» готовится уникальная «Антология тюркской традиционной музыки».